# 两栖黄道蟹
两栖土块蟹（学名：Glebocarcinus amphioetus）为黄道蟹科黄道蟹属的动物。分布于朝鲜、日本、加利福尼亚、墨西哥以及中国大陆的山东、天津等地，生活环境为海水，一般生活于低潮线的水草从中。